# Sławomir Jeneralski
Sławomir Bogusław Jeneralski (Bydgoszcz; 28 de Julho de 1961 — ) foi um jornalista e político.